# Marché couvert de Rivière-Pilote
Le marché couvert de Rivière-Pilote est un édifice public destiné à abriter un marché de Rivière-Pilote, dans le département de Martinique. Le marché a été construit dans les années 1930.

## Localisation
L'édifice est situé avenue des Insurrections-Anti-Esclavagistes au centre du village.
Un repère de crue est présent sur un des poteaux métalliques.

## Histoire
Le marché est inscrit au titre des Monuments historiques depuis le 16 novembre 2018, arrêté modifié par arrêté du 10 janvier 2020 pour une correction de cadastre.